# CYP1A2
Il citocromo P450 1A2 (abbreviato CYP1A2 ) è un enzima che fa parte del sistema di ossidasi a funzione mista del citocromo P450 che nel corpo umano è coinvolto nel metabolismo delle sostanze estranee al corpo (xenobiotici) ed è codificato dal gene CYP1A2.

## Funzione
Il CYP1A2 è un membro della superfamiglia degli enzimi del citocromo P450 che sono monoossigenasi catalizzanti molte reazioni coinvolte nel metabolismo dei farmaci e nella sintesi di colesterolo, steroidi e altri lipidi. Il CYP1A2 si trova nel reticolo endoplasmatico e la sua espressione è indotta da alcuni idrocarburi policiclici aromatici (IPA) che possono anche essere presenti nel fumo di sigaretta. Il substrato endogeno dell'enzima (le sostanze del corpo su cui agisce) è sconosciuto, tuttavia è noto che sia in grado di trasformare alcuni IPA in intermedi di reazione che portano a cancerogeni. Altre sostanze esterne su cui agisce l'enzima includono caffeina, aflatossina B1 e paracetamolo. La trascrizione di questo gene contiene quattro sequenze Alu affiancate da ripetizioni dirette nella regione 3' UTR.
Il CYP1A2 metabolizza anche gli acidi grassi polinsaturi trasformandoli in molecole di segnalazione che hanno attività fisiologiche e patologiche. Ad esempio, agendo come monossigenasi, trasforma l'acido arachidonico in acido 19-idrossieicosatetraenoico (19-HETE) e, agendo come epossigenasi, l'acido docosaesaenoico in epossidi, tra cui 19-EDP (acido 19-EpossiDocosaPentaenoico) e 20-EDP. Allo stesso modo trasforma l'acido eicosapentaenoico in epossidi tra cui 17-EEQ (Acido EpossiEicosatetraenoico) e 18-EEQ.
A sua volta il metabolita 19-HETE è un inibitore di 20-HETE, una molecola di segnalazione ampiamente attiva, ad esempio, nel restringere le arteriole, aumentare la pressione sanguigna, promuovere risposte infiammatorie e stimolare la crescita di vari tipi di cellule tumorali; tuttavia la capacità e la significatività in vivo del 19-HETE nell'inibire il 20-HETE non sono stati dimostrati. Invece i metaboliti EDP ed EEQ hanno dimostrato in vari modelli animali e studi in vitro su tessuti animali e umani di ridurre l'ipertensione e la percezione del dolore, sopprimere le infiammazioni, inibire l'angiogenesi, la migrazione e proliferazione delle cellule endoteliali e inibire la crescita e la metastasi delle cellule cancerogene del seno e della prostata umana. Si suppone che i metaboliti EDP ed EEQ funzionino nell'uomo come nei modelli animali e che, in quanto prodotti degli acidi grassi omega-3, acido docosaesaenoico e acido eicosapentaenoico, contribuiscano a molti degli effetti benefici attribuiti a tali acidi grassi nella dieta. I metaboliti EDP ed EEQ hanno breve durata e pertanto hanno un'azione prettamente locale.
In ogni caso il contributo di CYP1A2 alla formazione di tali epossidi non è considerato fondamentale, anche se potrebbe agire localmente in alcuni tessuti per produrli.
Un elenco degli alleli di CYP1A2 è mantenuto dal consorzio Pharmacogene Variation Consortium (PharmVar).

## Effetti della dieta
L'espressione del CYP1A2 sembra essere indotta da vari alimenti. È noto che verdure come cavoli, cavolfiori e broccoli aumentino i livelli di CYP1A2. La minore attività del CYP1A2 negli asiatici del sud sembra essere dovuta alla cottura di queste verdure nel curry utilizzando ingredienti come cumino e curcuma, ingredienti noti per inibire l'enzima.
Il CYP1A2 è coinvolto anche nella metabolizzazione della caffeina e la presenza di alleli che rendono tale metabolizzazione lenta sono stati associati a un maggiore rischio di infarto miocardico non fatale per chi assume molti caffè (da 4 al giorno in su).

## Ligandi
Di seguito è riportata una tabella dei substrati (sostanze su cui agisce), induttori e inibitori selezionati del CYP1A2.
Gli inibitori del CYP1A2 possono essere classificati in base alla loro potenza in:
- potente inibitore: che provoca un aumento di almeno 5 volte dei valori plasmatici del parametro AUC dei substrati sensibili metabolizzati attraverso il CYP1A2, o una diminuzione di oltre l'80% della sua clearance;[15]
- inibitore moderato: che provoca un aumento di almeno 2 volte dei valori plasmatici di AUC dei substrati sensibili metabolizzati attraverso il CYP1A2, o una diminuzione del 50-80% della sua clearance;[15]
- inibitore debole: che provoca un aumento di almeno 1,25 volte ma inferiore a 2 volte dei valori plasmatici di AUC di substrati sensibili metabolizzati attraverso il CYP1A2, o una diminuzione del 20-50% della sua clearance;[15]

| Substrati | Inibitori | Induttori |
| --- | --- | --- |
| - flavonoidi alimentari - naringenina - naringina - quercetina - rutina - alosetron (antagonista del 5-HT3) - clopidogrel - antidepressivi - amitriptilina (antidepressivo triciclico) - clomipramina (antidepressivo triciclico) - imipramina (antidepressivo triciclico) - agomelatina - duloxetina (SNRI, sensibili a CYP1A2) - alcuni antipsicotici atipici - clozapina - olanzapina - aloperidolo (antipsicotico atipico) - caffeina (xantina, stimolante) - ropivacaina (anestetico locale) - teofillina (xantina, per le malattie respiratorie) - zolmitriptan (agonista dei recettori della serotonina) - melatonina (antiossidante, induttore del sonno) - tamoxifene (SERM) - erlotinib (Tarceva, inibitore della tirosin-chinasi) - cyclobenzaprine (miorilassante, depressivo) - estradiolo (per l'ipoestrogenismo) - fluvoxamine (antidepressivo SSRI) - mexiletina (antiaritmico) - naprossene (FANS) - ondansetron (antagonista del 5-HT3) - fenacetina (analgesico) - paracetamolo (analgesico, antipiretico) - propranololo (betabloccante) - ramelteon - riluzolo (per la SLA) - tacrina (parasimpaticomimetico) - tasimelteon - tizanidina (α-2 agonista adrenergico) - verapamil (calcio-antagonista moderatamente sensibile al CYP1A2) - warfarin (anticoagulante) - Zileutone (per l'asma) | Forti: - molti fluorochinoloni (antobiotici ad ampio spettro), incluso: - enoxacina - ciprofloxacina - fluvoxamina (antidepressivi SSRI) Moderati - erba di San Giovanni - metoxsalene (per la psoriasi) - mexiletina - contracettivi orali Deboli - aciclovir - allopurinolo - mexiletina - cimetidina (Antagonista dei recettori H2) - caffeina - echinacea - peginterferon alpha-2a - teofillina - piperina - verapamil (calcio-antagonista non diidropiridinico). Ma potrebbe essere anche un forte inibitore. - zileutone Potenza non specificata: - interferoni (antivirale, antisettico, antioncogenico) - mibefradil (antagonista del calcio) - Alcuni cibi - succo d'uva (per il flavanone amaro naringenina) - cumino - curcuma - isoniazide - tetraidropalmatina | Moderati: - tabacco - fenitoina - rifampicina - ritonavir - teriflunomide Potenza non specifica: - Alcune verdure: - liquirizia - brassica - broccoli - cavoletti di Bruxelles - cavolfiore - carne grigliata - insulina (per il diabete) - metilcolantrene (cancerogeno) - modafinil (eugeroico) - Nafcillina (beta-lattamici) - beta-Naftoflavone (chemioterapico) - Alcuni inibitori della pompa protonica: - Omeprazolo - Lansoprazolo |